# Curuçá
Curuçá este un oraș în Pará (PA), Brazilia.